# Тюльпан (кресло)
«Тюльпан» (англ. Tulip Chair, также англ. Stem Chair) — кресло (стул повышенной комфортности), разработанное в 1955—1957 годах американским художником и архитектором финского происхождения Ээро Саариненом (1910—1961), одна из наиболее известных его разработок в области промышленного дизайна. Имеет одну ножку, напоминает бокал для вина. Находится в производстве до настоящего времени (2018).
Кресло отличается необычным видом, футуристическим дизайном, а также применением инновационных для своего времени материалов. «Знаковое» кресло с органическими (биоморфными) чертами, «икона дизайна». Входит в коллекцию Нью-Йоркского музея современного искусства.

## История создания
Сааринен вспоминал, что большая часть той мебели, которую он видел вокруг, его не удовлетворяла: даже если в помещении использовалась современная мебель, множество мебельных ножек и человеческих ног превращали, как ему виделось, пространство в некие трущобы; если же ножки стульев были выполнены из металла, они выглядели в глазах Сааринена как трубопроводы. «Ножки стульев и столов, — говорил Сааринен, — создают уродливый, сбивающий с толку, беспокойный мир; и я бы хотел эти трущобы очистить». В своих работах Сааринен вдохновлялся идеями органической абстракции, основанной на использовании в произведениях искусства округлых (плавных, свободно-текучих) линий и очертаний, подобных тем, которые можно встретить в природе. Ещё в 1940 году Сааринен и его друг Чарлз Имз получили первый приз на конкурсе «Органический дизайн в домашней обстановке» за совместный проект мебели для гостиной.

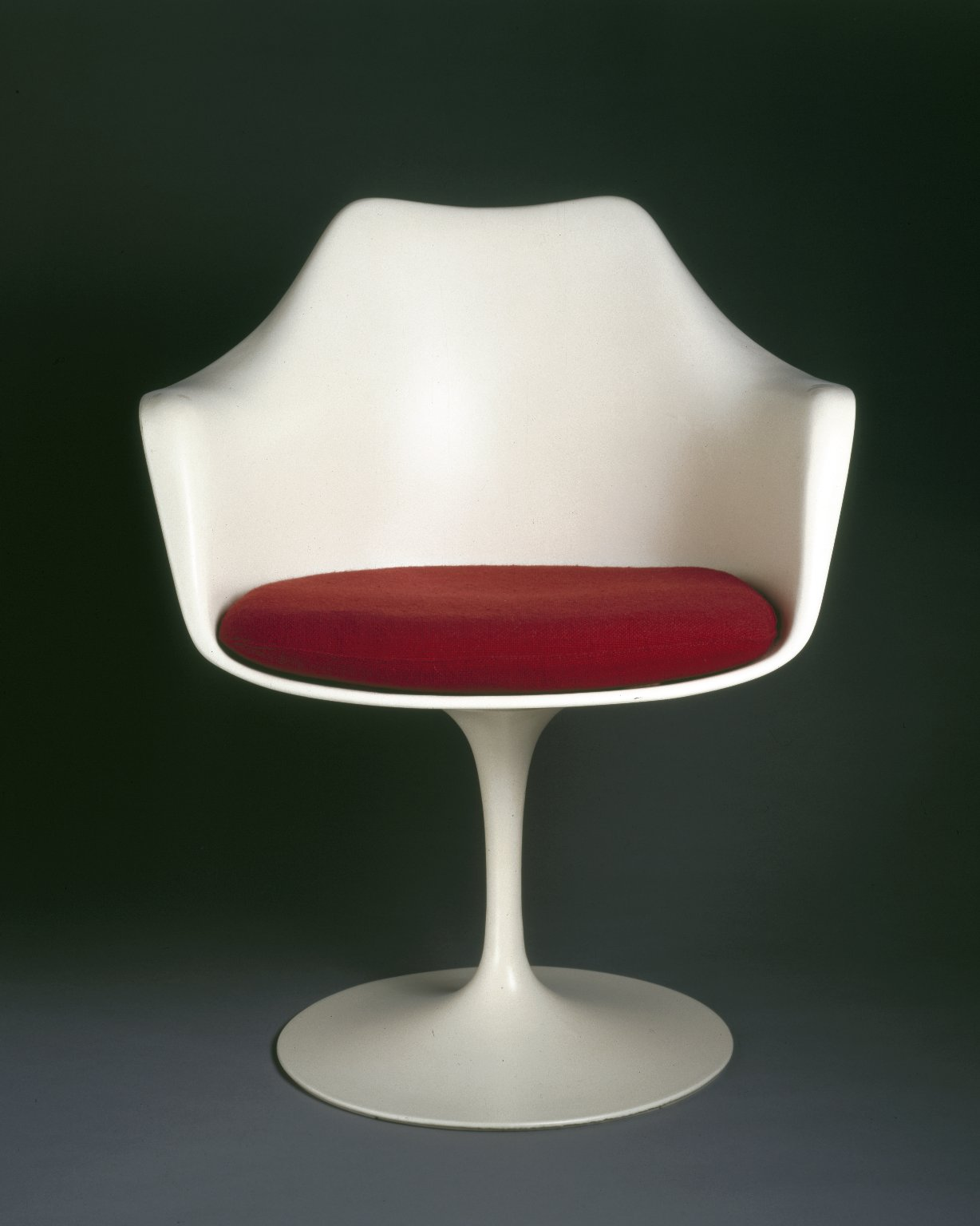
Кресло «Тюльпан», вариант с подлокотниками (1956)

После Второй мировой войны, когда появились новые пластичные материалы и технологии обработки, Сааринен продолжал работать в области промышленного дизайна. С конца 1940-х до конца 1950-х годов по заказу нью-йоркской компании «Нолл» он работал над различными мебельными коллекциями и отдельными предметами мебели, включая несколько серий кресел и столов. В 1955—1956 году им было разработано кресло «Тюльпан», вошедшее в коллекцию Pedestal (с англ. — «Пьедестал»), работа над которой была завершена в 1957 году. В эту коллекцию вошло несколько типов столов (обеденный, приставной и журнальный, каждый из которых был представлен вариантами как с круглыми, так и с овальными столешницами), два кресла «Тюльпан» (с подлокотниками и без), а также табурет «Тюльпан». Вся эта мебель отличалась тем, что каждый предмет имел лишь одну стеблевидную ножку, круглую в основании. Как писал сам Сааринен, кресла с одной ножкой были им разработаны, чтобы «более грациозно соединить человека с полом».
Известно, что Сааринен в работе над креслом сначала делал большое число набросков и эскизов, затем создавал уменьшенные копии из глины. Прототипы Сааринен тестировал на родных и близких в своей гостиной.

## Описание

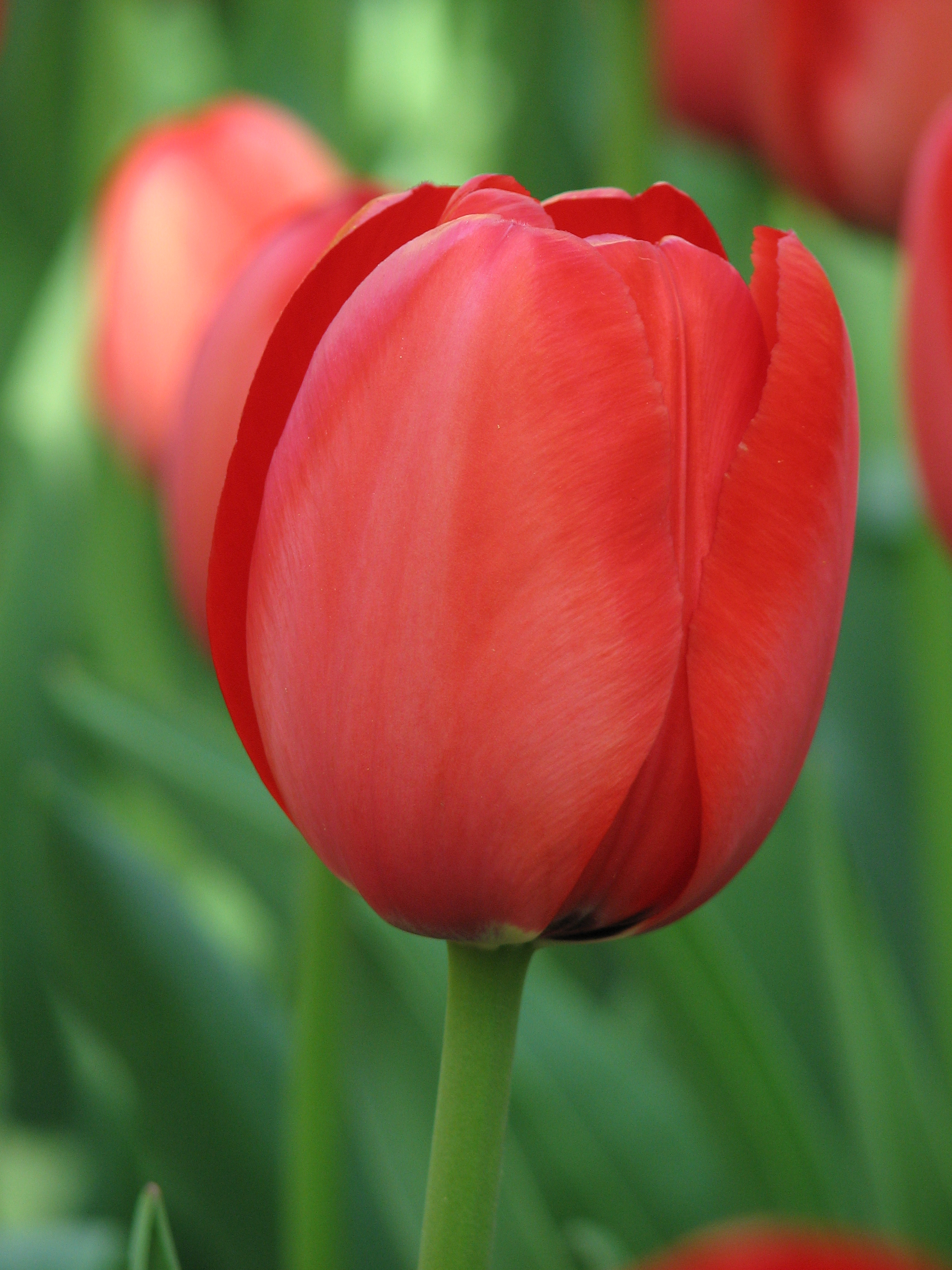
Единая поверхность, которую образуют сидение и спинка кресла, по своей форме подобна лепестку некоторых сортов тюльпана

Кресло представляет собой конструкцию, похожую на бокал вина на ножке, дополненный мягкой съёмной подушкой. Своё название, «Тюльпан», кресло получило в связи с формой своей верхней части, которая подобна форме лепестка некоторых сортов тюльпана.
Работая над этой коллекцией, Сааринен пытался воплотить в жизнь свою давнюю концепцию «один предмет — один материал», однако полностью это не удалось. Хотя кресло и выглядит единым цельным, его верхняя часть (спинка и сидение) изготовлена из формованного стекловолокна, а нижняя — из алюминия, покрытого пластиком.
Сидение и основание кресла «Тюльпан» сочленены по типу «связного контраста живописного типа» — такая разновидность контраста подразумевает, что две разомкнутые формы соединены как «неразрывная последовательность, в которой… начало и конец тщательно спрятаны». Для стекловолоконного сидения и мягкой подушки используется контраст другого типа — так называемый «производный контраст», при котором элементы, несмотря на то, что находятся в отношении контраста, проявляют сходство (в данном случае — сходство формы).

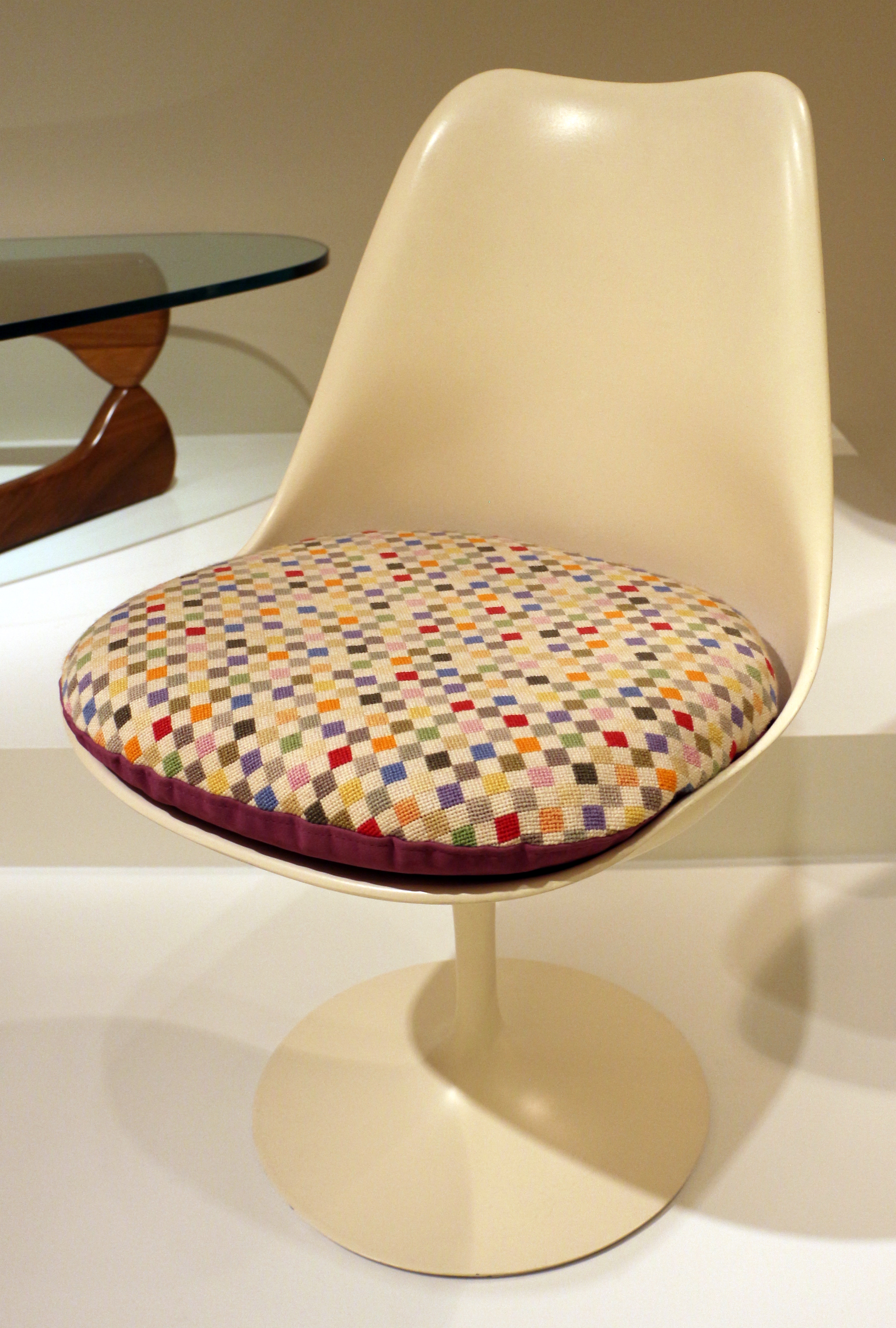
Кресло «Тюльпан», вариант без подлокотников с клетчатой съёмной подушкой. Художественный музей Индианаполиса

Как форма кресла, так и материалы, использованные для его изготовления, были для своего времени принципиально новыми.
Права на производство кресел «Тюльпан» принадлежат компании «Нолл», однако на рынке неоднократно появлялись аналогичные кресла других производителей, обычно сделанные целиком из пластика. На оригинальных изделиях на основании выбит логотип компании «Нолл», а на некоторых экземплярах ранних версий кресла была прикреплена алюминиевая пластина с автографом Сааринена.

## Кресло «Тюльпан» в культуре
На футуристический облик кресла довольно быстро обратили внимание деятели кинематографа, работавшие в фантастическом жанре. Так, в сериале «Звёздный путь», который выходил с 1966 по 1969 год, кресло «Тюльпан» используется в интерьере космолёта «Энтерпрайз». Среди других фильмов и сериалов, в которых можно увидеть это кресло — «Люди в чёрном» (1997), «Kingsman: Секретная служба» (2015), «Марсианин» (2015), «Винил» (2016).
В Финляндии в рамках единой европейской серии 2010 года «Европейская архитектура» была выпущена серебряная памятная монета номиналом 10 евро «Ээро Сааринен и финская архитектура», посвящённая 100-летию со дня рождения архитектора. На аверсе монеты изображено стилизованное изображение арки «Ворота на запад» в Сент-Луисе, которую Сааринен спроектировал в 1947 году, а на реверсе — стилизованное изображение кресла «Тюльпан».